# Чарлз Дікенс
Ча́рльз (або Ча́рлз) Джон Га́ффем Ді́кенс (англ. Charles John Huffam Dickens; 7 лютого 1812, Лендпорт, Англія — 9 червня 1870, Гаєм, Англія) — англійський письменник, один із найпопулярніших романістів вікторіанської епохи, відомий політичний агітатор.
Деякі критики називали Дікенса майстром прози та хвалили за численних унікальних персонажів і яскраве зображення суспільства, інші ж звинувачували його в надмірній сентиментальності, незвичайних подіях і гротескних образах. Популярність творів Дікенса завжди була дуже високою, вони ніколи не припиняли видаватися. Багато з романів Дікенса вперше з'явилися як популярні на той час періодичні видання, крім того, Дікенс часто писав твори частинами, що задавало їм певний ритм, в якому сюжет був розбитий на частково незалежні епізоди, із розв'язкою на початку кожної нової частини. Твори Дікенса пронизані дотепністю, що вплинуло на оригінальність національного характеру і способу мислення, відомого у світі як «англійський гумор».
Найзнаменитіші романи Дікенса: «Посмертні записки Піквікського клубу», «Пригоди Олівера Твіста», «Ніколас Нікльбі», «Девід Копперфільд», «Холодний дім», «Повість про двоє міст», «Великі сподівання», «Наш спільний друг», «Таємниця Едвіна Друда».

## Біографія

### Ранні роки
Чарлз Дікенс народився в передмісті Портсмута Лендпорті в незаможній родині. Коли Чарльзу було три роки, родина перебралася до Лондона. Дитячі роки майбутнього письменника, схоже, були ідилічними, проте він вважав себе «малим не особливо доглянутим хлопчиком». Він проводив багато часу на вулиці, але також жадібно читав, особливо крутійські романи Тобіаса Смоллетта та Генрі Філдінга. Пізніше він пригадував, що мав чіпку, ледь не фотографічну пам'ять, що прислужилося йому в подальшій роботі письменника. Батько певний час працював клерком в офісі королівського флоту, завдяки чому Чарлз провів кілька років у приватній школі Вільяма Джайлса в Четемі.
Спокійне життя раптово закінчилося, коли Джон Дікенс, батько Чарлза, вліз у борги й був ув'язнений в борговій в'язниці Маршалсі в Саутварку. Незабаром до нього змушена була приєднатися вся родина, крім Чарлза, якого взяла до себе, у Кемден-Таун приятелька родини Елізабет Ройленс. Пані Ройленс була бідна стара жінка, яку Дікенс пізніше показав, незначно змінивши й прикрасивши, в образі пані Піпчін із роману «Домбі і син». Потім він жив у прибудові будинку боргового агента в Боро, … товстого, добродушного старого та його тихої літної дружини, в яких був дуже невинний дорослий син. Ця трійця послужила праобразами для родини Гарландів із «Крамниці старожитностей».
У неділю, Чарлз із сестрою Фанні, яку відпускали з Королівської академії музики, відвідували своїх батьків у в'язниці. Згодом у в'язниці відбувалася основна дія роману «Крихітка Дорріт». Щоб заплатити за проживання й харчі, а, також, допомогти родині, Чарлз почав працювати на складі вакси Воррена. Він заробляв шість шилінгів на тиждень, 10 годин на день наклеюючи етикетки. Виснажливі, й часто навіть жорстокі, умови праці глибоко закарбувалися в душі Дікенса й вплинули на його прозу й нариси, створивши основу інтересу до соціально-економічних реформ, особливо реформ умов праці, важкість яких, як він був переконаний, несправедливо лягали тягарем на плечі бідняків.
Джон Дікенс провів у борговій в'язниці тільки кілька місяців. Померла його бабуся, Елізабет Дікенс, і залишила йому в спадок 450 фунтів стерлінгів. Очікуючи спадку, Джон Дікенс домовився із кредиторами про виплати, разом із родиною вийшов на волю й переїхав до пані Ройленс.
Втім, мати Чарлза Дікенса не квапилася відкликати його з роботи на виробництві вакси. Мабуть після цього випадку Чарлз закоренів на думці, що родиною повинен керувати батько, а мати повинна знайти своє місце у веденні домашнього господарства. «Я ніколи не забував, я ніколи не забуду, я ніколи не зможу забути, що моя мама не особливо переймалася тим, щоб забрати мене.» Це один із факторів, які зумовили його вимогливе й невдоволене ставлення до жінок. Невдоволення власним положенням і умовами, в яких доводилося жити робітничому класу, стало згодом однією з основних тем творів Дікенса. Саме про ці невеселі часи він писав у найбільш автобіографічному романі «Девід Коперфільд»: «Жодна людина не порадила мені, не наставила, не підбадьорила, не втішила, не допомогла, не підтримала, жодна, кого я міг би пригадати, коли, сподіваюся, піду на небо!». Все ж Дікенс продовжив навчання у Веллінгтонській домашній академії, яка не була доброю школою. Дікенс згадував, що навчання було там аби-яке, дисципліна погана, час від часу назовні проривалася садистська грубість керівника школи, й, загалом, панувала атмосфера запущеності, що знайшло згодом своє відображення в описі школи містера Крікла в «Девіді Коперфільді».
Після школи, з травня 1827, Дікенс почав працювати молодшим клерком в адвокатській конторі Елліса й Блекмора. Потім, вивчивши систему скоропису Герні, він покинув роботу й став вільнонайманим репортером. Його далекий родич, Томас Карлтон, був вільнонайманим репортером у Докторс-Коммонс, тому Дікенс впродовж майже чотирьох років міг використовувати його акредитацію й писати репортажі про судові справи. За цей час він набрався досвіду, який згодом використав у романах «Ніколас Ніклбі», «Домбі й син», а особливо в романі «Холодний будинок». Яскраве зображення крутійства й бюрократизму правничої системи багато в чому прислужилося Дікенсу для пропаганди поглядів, пов'язаних, зокрема, з важкою ношею бідняка, якого обставини змусили вдатися до «послуг закону».
Своє перше кохання, Марію Біднелл, Дікенс зустрів у 1830. Вважається, що вона стала прообразом Дори з «Девіда Коперфільда». Батьки Марії не схвалювали залицяння Дікенса до дівчини й припинили стосунки між ними, відіславши її в школу в Парижі.

### Журналістська робота й перші романи
Перше оповідання Дікенса «Обід на Тополиній алеї» вийшло друком у лондонському «Мантлі Мегезін» у 1833. Наступного року він винайняв кімнату в Фернівалс-Інні й взявся за політичну журналістику, друкуючи в «Морнінг Кронікл» репортажі про парламентські дебати та звіти про виборчі кампанії, для чого йому доводилося подорожувати Англією. Репортажі та нариси із журналів склали основу збірки «Нариси Боза», надрукованої 1836 року. У березні 1836 почалася публікація «Записок Піквікського клубу» у вигляді періодичних фейлетонів. Співпраця з журналами продовжувалася все його життя.
У 1836 Дікенс згодився на пропозицію стати редактором журналу «Бентліз Місселлені», яку він обіймав три роки, доки не розсварився із власником. Тим часом письменницькі успіхи продовжувалися. Дікенс написав «Пригоди Олівера Твіста» (1837—1839), «Пригоди Ніколаса Ніклбі» (1838—1839), «Крамницю старожитностей» та «Барнабі Радж», як частину «Годинника містера Гамфрі» (1840—1841). Усі ці твори спочатку виходили місячними випусками, а потім окремими книгами.
2 квітня 1836 Дікенс побрався з Кетрін Томсон Гогарт, донькою Джорджа Гогарта, редактора «Івнінг Кронікл».
Після короткого медового місяця в Кенті, молодята поселилися в Блумсбері. У них народилося десять дітей: Чарлз, Мері, Кейт, Волтер, Франсіс, Альфред, Сідні, Генрі, Дора та Едвард.
Сім'я Дікенсів з березня 1837 по грудень 1839 мешкала на Доті-Стріт, 48, разом із молодшим братом Чарлза, Фредеріком та 17-річною сестрою Кетрін, Мері. Дікенс дуже прив'язався до Мері. Вона померла на його руках від хвороби в 1837. Згодом вона стала прообразом багатьох персонажів його романів, а її смерть описана як смерть Нелл в «Крамниці старожитностей».

### Перша подорож до Америки

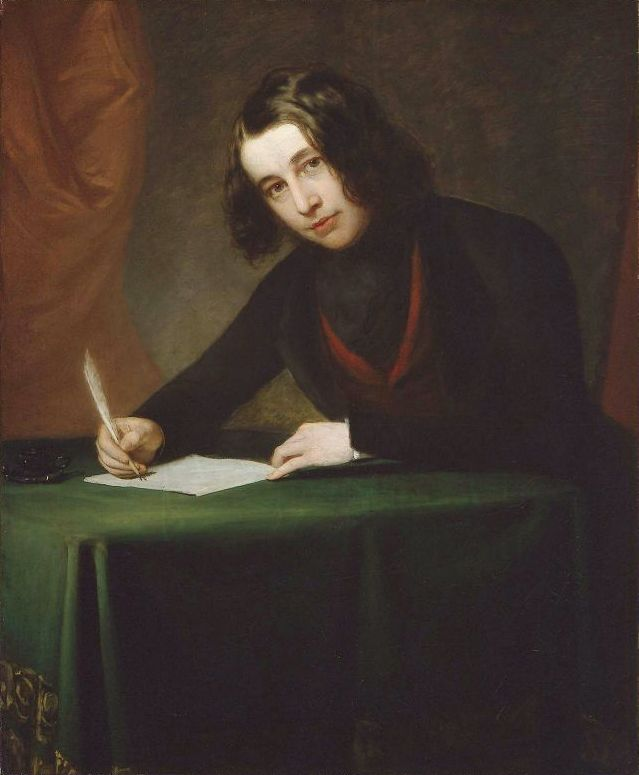
Дікенс у 1842

У 1842 Дікенс з дружиною здійснили першу подорож до США та Канади, загалом успішну, попри його підтримку відміни рабства. Він відвідав Білий дім, зустрівшись із президентом Джоном Тайлером. Мандрівка описана в «Американських очерках», а також у деяких епізодах «Мартіна Чаззлвіта». В «Очерки» Дікенс помістив нищівну критику рабства, наводячи очевидні свідчення жорстокості.
Під час візиту Дікенс провів місяць у Нью-Йорку, читаючи лекції, виступаючи з підтримкою закону про авторські права й записуючи свої враження. Він зустрічався з такими визначними особами, як Вашингтон Ірвінг та Вільям Каллен Браянт. 14 лютого 1842 в Мангеттенському парковому театрі був влаштований бал на його честь, на який зібралося 3 тис. гостей.
На час мандрівки про дітей Дікенсів піклувалася інша сестра Кетрін, Джорджіна. Вона залишилася з родиною як економка, організатор, радник і друг аж до смерті письменника в 1870.
Незабаром після подорожі до Америки Дікенс почав цікавитися унітаризмом, хоча все життя залишався англіканцем. Твори Дікенса залишалися популярними, особливо його різдвяне оповідання «Різдвяна пісня», написана в 1843 впродовж кількох тижнів, щоб оплатити витрати пов'язані з п'ятою вагітністю дружини. Родина Дікенсів здійснила короткі мандрівки до Італії у 1844 та Швейцарії у 1846. Потім продовжувалися успішні публікації: «Домбі й син» у 1848, «Девід Коперфільд» у 1849—1850.

### Філантропія

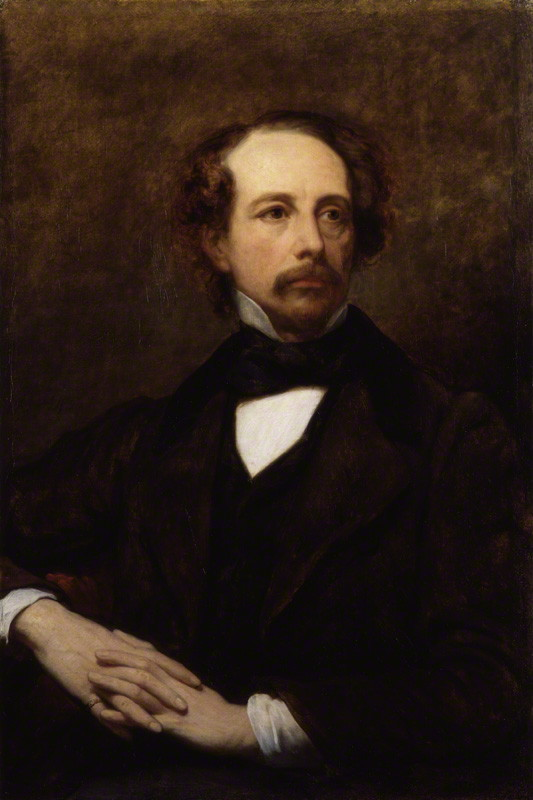
Портрет Дікенса роботи Ері Шеффера, 1855. Дікенс писав про свої враження Джону Форстеру: «Важко передати, як нелегко й незручно було сидіти, сидіти й сидіти, з „Крихіткою Дорріт“ в думках»

У травні 1846 до Дікенса звернулася багата спадкоємниця родини банкірів Анджела Бердетт-Кауттс з планом будинку для жінок, що опустилися на дно. За її задумом цей заклад повинен був відрізнятися інших закладів такого роду, де панував жорсткий режим, тим, що в ньому жінок учили б читати, писати й виконувати домашні роботи, що допомогло б їм повернутися в суспільство. Відмовляючись спочатку, Дікенс усе ж організував будинок під назвою Уранія-котедж у Шефердс-Буш. Він активно займався щоденним функціонуванням закладу, встановленням правил, переглядом рахунків і прийомом жінок. Багато з них стали прообразами персонажів його книг. Підбираючи кандидатури мешканок будинку, він відвідував в'язниці й робітні будинки, інші кандидатури пропонували йому друзі, такі як міський радник Джон Гардвік. Кожній жінці давали написане Дікенсом друковане запрошення із підписом «Ваш друг». Від кожної жінки вимагалося, щоб після перебування в Уранія-котеджі вони емігрували. У 2009 родини двох таких жінок були ідентифіковані, одна в Канаді, інша в Австралії. Загалом за оцінками в проміжку між 1847 і 1859 через будинок пройшло 100 жінок.
У листопаді 1851 Дікенс перебрався до Травісток-хауз, де написав «Холодний дім», виданий у 1852—1853. Саме в цьому будинку він почав влаштовувати любительські домашні театральні вистави.

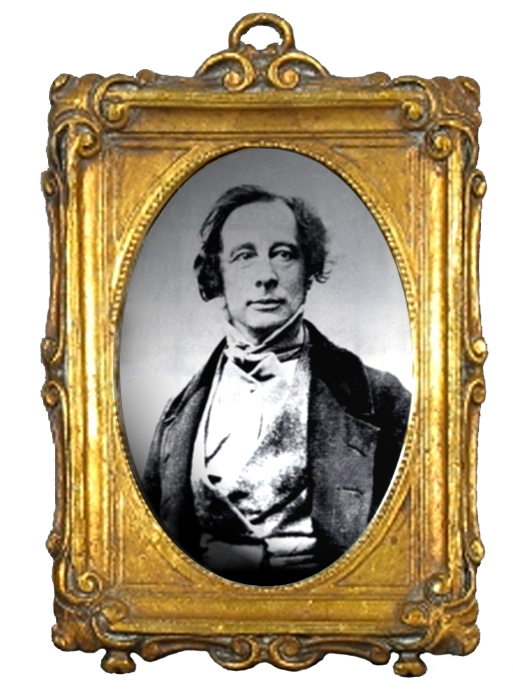
Фотографія Дікенса 1849 року

### Середні роки життя
У 1856 гонорари за книги дозволили Дікенсу придбати будинок Ґедз-Гілл-плейс у Кенті. Ще хлопчиком Дікенс мріяв жити в цьому будинку. Крім того, навколишні місця були пов'язані з подіями, описаними Шекспіром у першій частині «Генріха IV», що подобалося письменнику.
У 1857 Дікенс винайняв професійних актрис для п'єси «Заморожена глибина», написаної разом із протеже Дікенса Вілкі Коллінсом. З однією з них, Еллен Тернан, у Дікенса утворився зв'язок, що тривав усе його життя. Наступного, 1858 року, він та дружина Кетрін стали жити окремо, хоча в ті часи офіційне розлучення для людини зі славою Дікенса було немислимим.
На той час до Дікенса звернулися за допомогою представники дитячої лікарні на Грейт-Ормонд-стріт. Лікарня саме переживала свою першу фінансову кризу. Дікенс саме почав планувати публічні читання своїх творів. Чарлз Вест, засновник лікарні, попросив Дікенса головувати на заході зі збору коштів. Дікенс віддався справі душею і серцем. Вже раніше, у 1849, він анонімно писав статті в тижневику «Екзамінер» про занедбаних дітей, а в 1852 написав статтю, присвячену відкриттю лікарні.. 9 лютого 1858 Дікенс виголосив промову на річному званому обіді в лікарні, а незабаром виступив із публічним читанням «Різдвяної пісні» в церкві святого Мартіна в полях, зібравши достатньо грошей, щоб лікарня змогла купити сусідній будинок і розширити кількість місць з 20 до 75.
Влітку 1868, розлучившись із дружиною, Дікенс розпочав серію перших публічних читань своїх творів у Лондоні. Після десятиденного відпочинку він вирушив у виснажливий амбіційний тур усією Англією, Шотландією та Ірландією. Тур продовжувався 3 місяці, письменник здійснив 87 читань, іноді двічі на день.

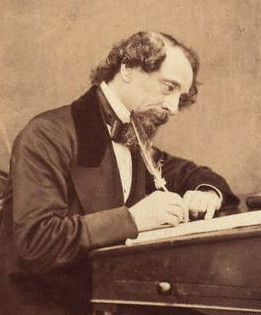
Дікенс за письмовим столом в 1858

Незабаром були опубліковані дві книги, які можна вважати центральними в творчості Дікенса: «Повість двох міст» та «Великі сподівання». Романи мали гучний успіх. Водночас Дікенс був редактором і активним автором двох журналів: «Хаузголд Верлд» (1850—1859) та «Ол те є раунд» (1858—1870).
У вересні 1860 Дікенс зробив велике вогнище зі свого листування в полі за власним будинком. Залишилося тільки ділове листування. Еллен Тернан теж спалила всі листи від нього, тож про їхню любовну аферу було мало відомо аж до публікації в 1939 році книги «Дікенс і донька», про стосунки між Дікенсом і його донькою Кейт. Кейт працювала над книгою разом із її автором, Гледіс Сторі, аж до своєї смерті в 1929. За її словами Тернан народила Дікенсу сина, який помер немовлям, хоча жодних свідчень про це не збереглося. Перед смертю Дікенс заповів Тернан пожиттєву ренту, завдяки чому вона стала фінансово незалежною жінкою. Книга Клер Томалін «Невидима жінка» намагалася довести, що Тернан жила з Дікенсом потайки впродовж 13 останніх років його життя. Згодом ця книга була перероблена в п'єсу «Маленька Нелл» Саймоном Греєм.
В останні роки свого життя Дікенс дедалі більше цікавився паранормальними явищами й навіть став членом «Клубу привидів».

### Останні роки

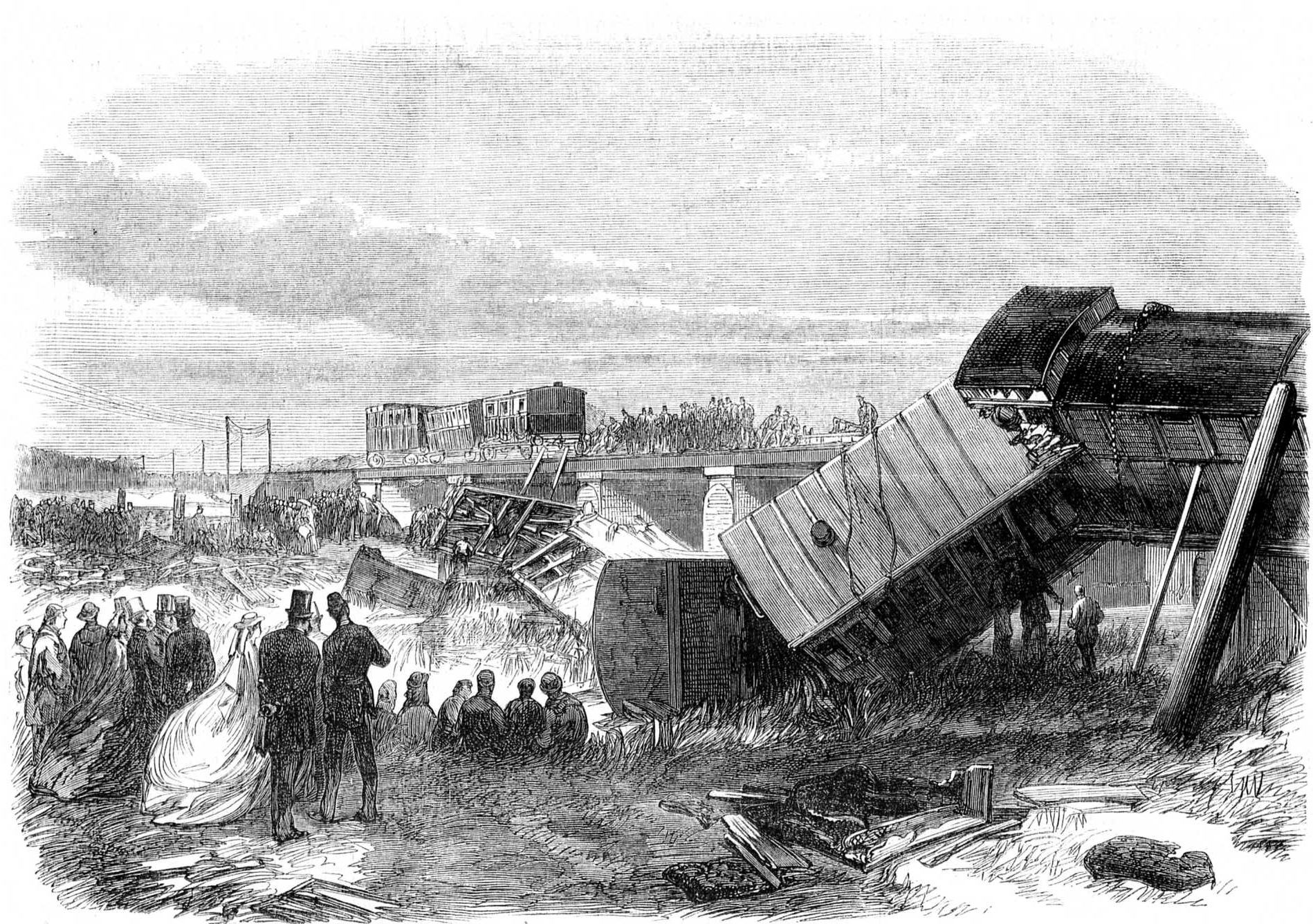
Залізнична аварія в Степлгерсті

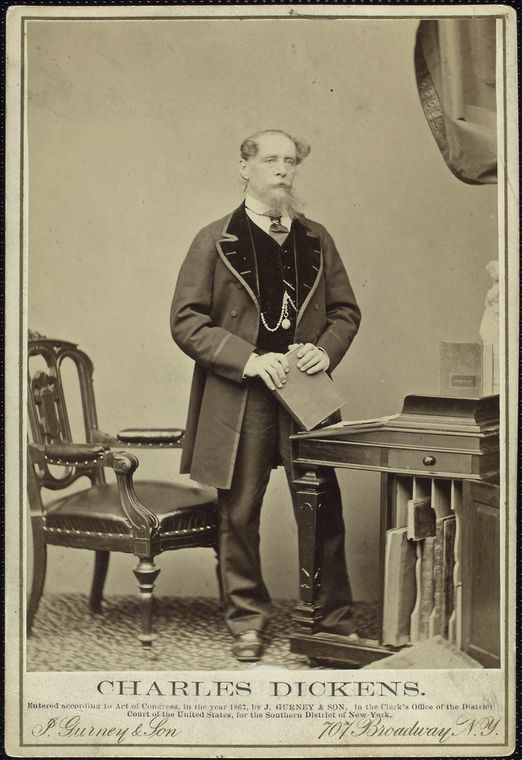
Фотографія Дікенса роботи Джеремі Герні, Нью-Йорк, 1867

9 червня 1865, коли Дікенс із Тернан поверталися з Парижа, потяг, в якому вони їхали, з'їхав з моста біля міста Степлгерст. Перші 7 вагонів звалилися, Дікенс їхав у єдиному вагоні першого класу, що залишився неушкодженим. Він намагався допомогти потерпілим ще до того, як прибули рятувальники. Потім пригадав, що залишив у вагоні незавершений рукопис «Нашого спільного друга», й повернувся, щоб забрати його. Як це було характерно для нього, він використав свої враження в оповіданні з привидами «Сигнальник», в якому головного героя охоплює передчуття загибелі в залізничній катастрофі.
Дікенсу вдалося уникнути появи на судовому розслідуванні, що відкрило б громадськості той факт, що він подорожував до Парижа з Тернан та її матір'ю, а це б призвело до гучного скандалу. Дікенс не постраждав фізично, але подія залишила травму в його душі. Зазвичай він писав багато й швидко, але тепер робота сповільнилася. Він тільки завершив «Нашого спільного друга» й розпочав «Таємницю Едвіна Друда». Багато часу йшло на публічні читання його улюблених романів. Дікенс захоплювався театром як способом утекти від світу й вивів театральних персонажів у «Ніколасі Ніклбі». У ті часи мандрівні театри були дуже популярні. У 1866 Дікенс провів серію читань в Англії та Шотландії. Наступного року — в Англії та Ірландії.

### Друга подорож в Америку
9 листопада 1867 Дікенс відплив із Ліверпуля у другу мандрівку Америкою. Висівши в Бостоні, він присвятив наступний місяць зустрічам зі визначними людьми, такими як Ральф Волдо Емерсон, Генрі Лонгфелло та зі своїм американським видавцем Джеймсом Томасом Філдсом. У грудні розпочалися публічні читання, й Дікенс увесь місяць мотався між Бостоном та Нью-Йорком. Він дотримувався графіку, попри «справжній американський катар». Графік читань виснажив би й юнака, а Дікенс ще знайшов час на катання на санях у Центральному парку. Під час цієї мандрівки він не міг не помітити значні зміни в Америці — в людях і в суспільстві. Востаннє він з'явився на бенкеті, влаштованому на його честь Амерікен-прес в ресторані Доменіко, і пообіцяв більше не ганити Америку. На кінець подорожі, він не міг їсти тверду їжу, живучи на шампанському та сирих яйцях, збитих у шері. 23 квітня він сів на корабель до Британії, уникнувши арешту майна за несплату податку від доходів, які принесло йому турне.

### Прощальні читання
У 1868 та 1869 роках Дікенс провів низку «прощальних читань» в Англії, Шотландії та Ірландії. 22 квітня 1869 він звалився у Престоні, Ланкашир, з ознаками інсульту. Подальші читання в провінції було скасовано, й, трохи оклигавши, він почав працювати над останнім романом «Таємниця Едвіна Друда». В опіумному притоні в Шедвеллі письменник познайомився зі старим торговцем зіллям, знаним як «Опіумний Сел», якого він вивів у своєму детективі.

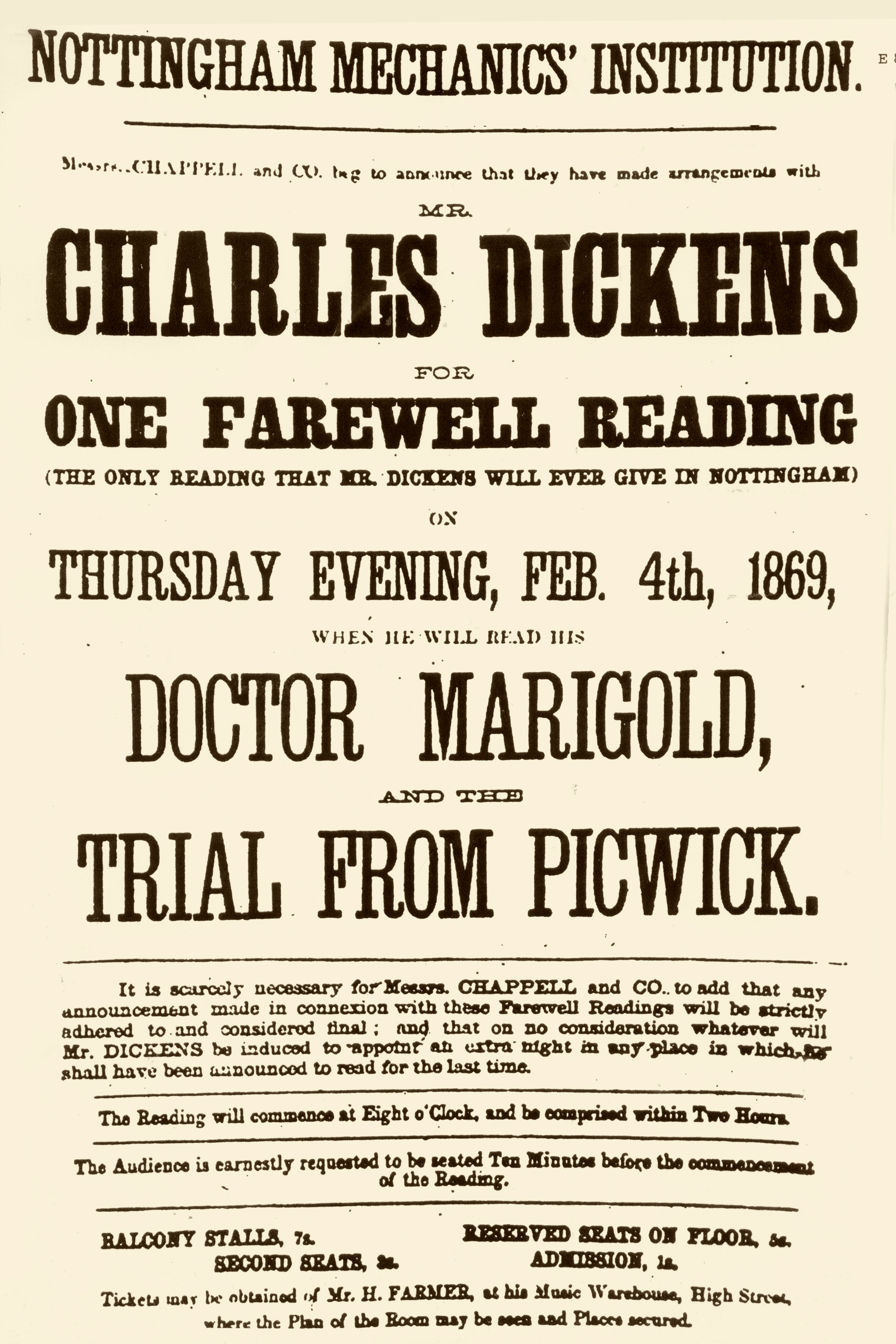
Афіша з оголошенням читань Дікенса у Ноттінгемі

Коли проблеми зі здоров'ям минули й Дікенс набрався сил, він, заручившись згодою лікаря, організував останню серію читань з метою хоча б частково відшкодувати спонсорам витрати, яких вони зазнали через його недугу. Планувалося 12 виступів з 11 січня по 15 березня 1870, останнє в Сент-Джеймс-холі в Лондоні. Почуваючись на ту пору вже зле, він прочитав «Різдвяну історію» та витяг із «Записок Піквікського клубу». 2 травня він з'явився на бенкеті в Королівській академії, де серед гостей були принц та принцеса Уельські. Дікенс виголосив спіч, особливо згадавши померлого друга, ілюстратора Деніела Маклізеля.

### Смерть
8 червня 1870, Дікенс переніс ще один інсульт. Це сталося вдома після цілоденної роботи над «Едвіном Друдом». Наступного дня, 9 червня, через п'ять років після аварії біля Степлгерста, письменник помер, не приходячи до тями. Попри його власне бажання бути похованим у Рочестерському соборі, Дікенса поховали в Кутку поетів Вестмінстерського абатства. Під час похорону присутнім роздали епітафію зі словами: "На пам'ять про Чарлза Дікенса (найпопулярнішого письменника Англії), який помер у власній оселі, Гайгем, поблизу від Рочестера, Кент, 9 червня 1870 у віці 58 років. Він співчував бідним, знедоленим і пригнобленим; і зі смертю один із найвизначніших письменників Англії втрачений для світу. Стверджують, що останні слова Дікенса: «Будьте природними, діти. Для письменника природне виконання всіх правил мистецтва».
У своєму заповіті Дікенс зазначив, щоб на його честь не споруджували жодного меморіалу. Єдиний бронзовий пам'ятник натуральної величини, відлитий у 1891 Френсісом Едвіном Елвеллом, стоїть у Кларк-парку в місті Спрюс-Гілл, Пенсільванія, США. Ліжко, на якому він помер, зберігається в музеї Дікенса в Портсмуті.

## Імена: Дікенс і Боз
У Дікенса незвичне прізвище. Слово Dickens використовується в англійських вигуках на кшталт What the Dickens! як евфемізм чорта, дідька, біса. Фразу What the Dickens! можна перекласти українською як: «Якого дідька!».
Іноді Дікенс використовував псевдонім Боз. Так жартома називали молодшого брата письменника Оґаста на честь героя популярного тоді роману «Вікарій Вейксфілда» Олівера Ґолдсміта, Мойсея. Вимовлене в ніс Moses, звучить майже, як Boses
.

## Літературний стиль

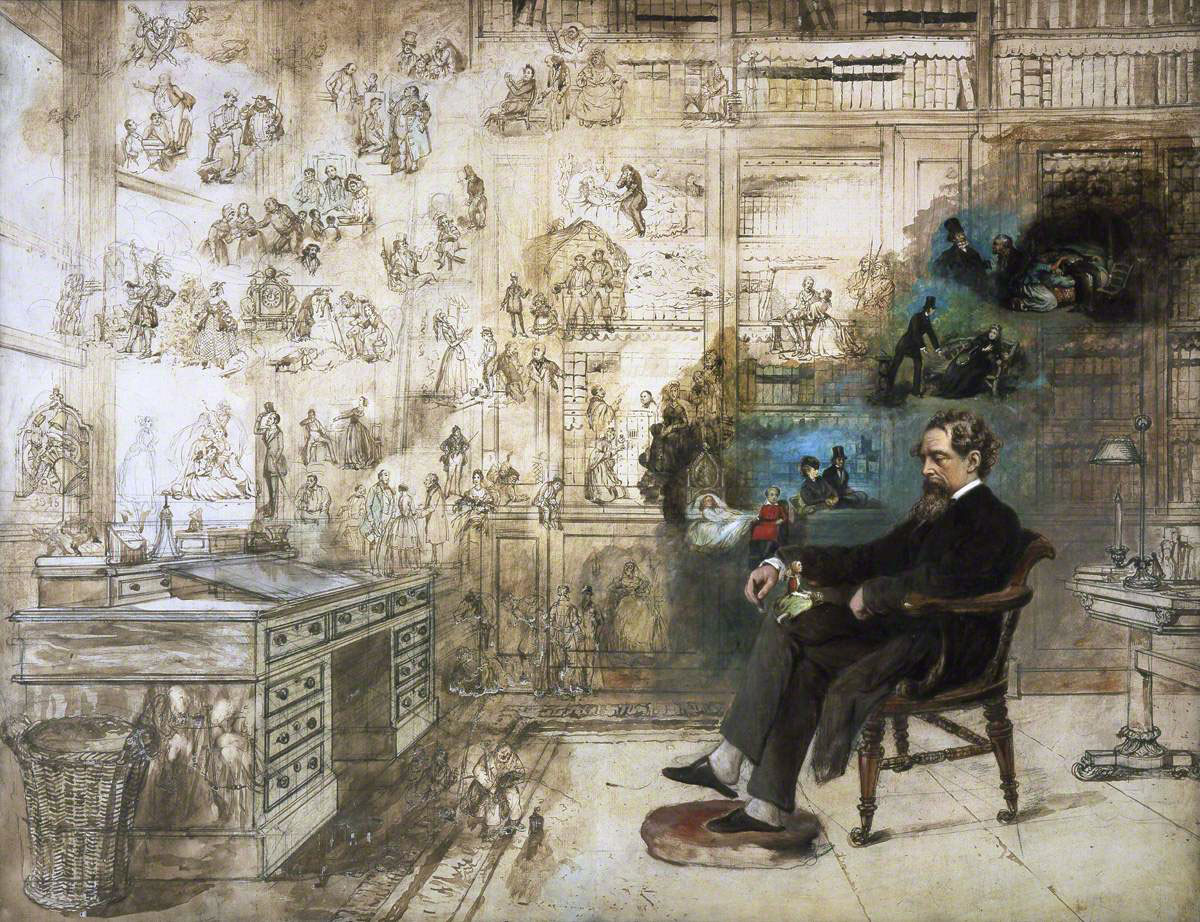
«Мрії Дікенса», картина Роберта Вільяма Басса, на якій Дікенс зображений за письмовим столом в оточенні своїх персонажів.

Дікенс любив стиль готичних романів XVIII ст., хоча вони вже стали мішенню для пародій. Одним із найяскравіших персонажів його романів є місто Лондон, яке він описав до подробиць. Стиль Дікенса барвистий і поетичний, із значною часткою гумору. Популярна його сатира на снобізм британської аристократії, одного із своїх персонажів він називає Ноблем Рефриджератором, що може читатися як Благородний Холодильник. Загалом, вибір Дікенсом імен, часто натякає на ту роль, яку персонаж відіграватиме в оповіді, наприклад містер Мердстоун в «Девіді Копперфілді» є очевидним сполученням слів murder (вбивство) та stone (камінь). Дікенсу притаманне також сполучення елементів фантазії та реалізму. Про злети фантазії свідчать порівняння сиріт із акціями, людей із буксирами, гостей на вечірці з меблями.

### Персонажі
Персонажі Дікенса легко врізаються в пам'ять завдяки своєму колориту й вигадливим іменам. Ебенезер Скрудж, Тайні Тім, Джекоб Марлі, Боб Кратчіт, Олівер Твіст, Артфул Доджер, Фейгін, Білл Сайкс, Піп, міс Гевішем, Чарлз Дарней, Девід Копперфілд, Вілкінс Мікобер, Абель Магвіч, Даніель Кілп, Самюель Піквік, Вокфорд Сквірс, Юрая Гіп настільки увійшли в британську культуру, що стали вживатися як звичайні слова, наприклад, scrooge означає скупаря.
Письменник співпрацював із ілюстраторами, надаючи їм загальну характеристику твору наперед, щоб ілюстрації відповідали його баченню подій та персонажів. Романи Дікенса виходили щомісячними фейлетонами, а тому така практика давала можливість художнику розпочати роботу ще перш, ніж Дікенс завершував написання чергового випуску. Маркус Стоун, ілюстратор роману «Наш спільний друг» пригадує, що автор завжди «готовий був описати до найменших подробиць характеристики персонажа і… життєву історію плодів своєї уяви». Ця тісна співпраця важлива для сучасних читачів. Ілюстрації дозволяють нам побачити персонажі так, як Дікенс бачив їх сам. Режисери фільмів опираються на ці ілюстрації при підборі акторів, виборі костюмів та декорацій.
Дікенс часто брав за основу для своїх персонажів людей, з якими був знайомий. Іноді ці персонажі аж надто близькі до оригіналів, як у випадку Гарольда Скімпола в «Холодному домі», прототипом якого був Джейм Генрі Лі Гант та міс Мочер у Девіді Копперфілді, прототипом для якої була хіропрактикантка дружини письменника. Персонажі Дікенса застряють у пам'яті. Вірджинія Вульф стверджувала, що «ми переглядаємо свою психологічну географію, читаючи Дікенса», оскільки він зображає «персонажі, що існують не в подробицях, не абсолютно правдиво чи точно, але повнокровно у хмарах диких, але часто яскраво правдивих спостережень».

## Відомі твори
- Посмертні записки Піквікського клубу (1836—1837)
- Пригоди Олівера Твіста (1837—1839)
- Пригоди Ніколаса Ніклбі (1838—1839)
- Крамниця старожитностей (1840—1841)
- Різдвяна пісня в прозі, або різдвяне оповідання з привидами (1843)
- Різдвяні дзвони
- Домбі й син (1846—1848)
- Девід Коперфільд (1849—1850)
- Холодний дім (1852—1853)
- Важкі часи (1854)
- Крихітка Дорріт (1855—1857)
- Великі сподівання (1860—1861)
- Наш спільний друг (1864—1865)

## Пам'ять
- На честь Дікенса названо кратер на Меркурії.
- Портрет Дікенса розміщено на англійській банкноті в 10 фунтів випуску 1993—2000 рр.
- До 200-річчя від дня народження Дікенса Королівський монетний двір Великої Британії випустив пам'ятну монету номіналом два фунти стерлінгів з портретом Дікенса, складеним з рядків з назвами його творів — від «Олівера Твіста» до «Девіда Копперфільда» і «Великих сподівань».
- На честь письменника випущено багато поштових марок у різних країнах, зокрема до 150-річчя від дня народження письменника випущена поштова марка СРСР (1962 рік).
- У Лондоні існує будинок-музей Чарлза Дікенса «Charles Dickens Museum».
- Є пам'ятники в США, Росії та Австралії.

## Українські видання
- Дікенс Ч. «Новорічні дзвони: Повістка Кароля Дікенса (з англійської)». Переклад з англійської: Іван Белей Львів: Накладом ред. «Діла». Друк. Т-ва им. Шевченка. Під зарядом К. Беднарского, 1882. — 92 с. — (Лит. додаток «Діла»: Бібліотека найзнаменитших повістей / Під ред. В. Барвінського; Т. 8).[53]
- Два мѣста: повѣсть англійска Кароля Дикенса. У Львовѣ : Накладомъ редакціи „Дѣла“ ; Зъ друкарнѣ „Товариства имени Шевченка“ пôдъ зарядомъ К. Беднарского, 1884.  359 с.  (Литературный додатокъ „Дѣла“ БИБЛІОТЕКА НАЙЗНАМЕНИТШИХЪ ПОВѢСТЕЙ. Т. ХVІ.).[54]
- Дікенс Ч. Олівер Твіст. Повђесть [Текст] / Чарлз Дікенс. — Львів, 1891. — Т. 40.
- Дікенс Ч. Різдвяна пісня в прозі, або Різдвяне оповідання з привидами [Текст] / Чарлз Дікенс; переклала Ольга Кривинюк. — Катеринослав: Слово, 1918. — 96 с.
- Дікенс Ч. Різдвяна ніч [Текст] / Чарлз Дікенс; переклад С. Куликівна. — Л. : Просвіта, 1924.
- Дікенс Ч. Олівер Твіст [Текст] / Ч. Дікенс; пер. з англ. В. Черняхівської. — К. : ДВУ, 1929. — 592 с..
- Дікенс Ч. Домбі й син [Текст] / Ч. Дікенс; пер. з англ. М. Іванова; вступ. ст. П. Державіна. — Х. ; К. : ДВУ, 1930. — 752 с.
- Дікенс Ч. Посмертні записки Піквікського клубу [Текст] / Чарлз Дікенс; пер. з англ. М. Іванов. — Х. : Одеса: Дитвидав ЦК ЛКСМУ, 1937. — 606 с. — (Серія «Шкільна бібліотека»).
- Дікенс Ч. Повість про двоє міст [Текст] / Ч. Дікенс; пер. з англ. М. Сагарди. — Х. ; К., 1930. — 248 с.
- Дікенс Ч. Тяжкі часи [Текст] / Ч. Дікенс; пер. з англ. К. Шмиговського. — Х. ; К., 1930. — 268 с..
- Дікенс Ч. Пригоди Олівера Твіста [Текст]: роман: для дітей середнього і старшого віку / Чарльз Дікенс; пер. з англ. В. Черняхівської. — К. : Дитвидав, 1963. — 443 с. : іл.
- Дікенс Ч. Тяжкі часи [Текст]: роман / Чарлз Дікенс; перекл. з англ. Ю. Лісняк. — К. : Дніпро, 1970. — 300 с. — (Серія «Вершини світового письменства»).
- Дікенс Ч. Пригоди Олівера Твіста [Текст]: роман / Чарлз Дікенс; переклад. М. Пінчевський, Г. Пінчевська-Чекаль, О. Терех. — К. : Дніпро, 1987. — 423 с. : іл. — (Серія «Вершини світового письменства», том 60).
- Дікенс Ч. Великі сподівання [Текст]: роман / Чарлз Дікенс; перекл. з англ. Р. Доценко. — К. : Веселка, 1986. — 477 с. : іл.
- Дікенс Ч. Спійманий на гарячому [Текст] / Дікенс Чарлз; перекл. з англ. О. Мокровольського / Книга пригод: повісті та оповідання: для дітей середнього шкільного віку. — К. : Веселка, 1986. — С. 63-85.
- Дікенс Ч. Чарівна кісточка [Текст]: казка / Ч. Дікенс; переказ з англ. О. Ночевої; мал. Н. Котел та І. Вишинського. — К. : Веселка, 1979. —23 с. : іл.
- Дікенс Ч. Сверщок на печі: домашня казка [Текст] / Чарльс Дікенс; пер. з англ. — Відень: В во А. Амонеста, 1923. — 133 с. — (Серія анґлійських клясиків; ч. 1).
- Дікенс Ч. Давід Копперфільд [Текст]: роман на 3 томи / Чарльз Дікенс. — Авґсбург: Пу-Гу, 1948.
- Дікенс Ч. Домбі і син [Текст]: роман / Чарлз Дікенс; пер. з англ. Микола Іванов; за ред. Марії Габлевич. — К. : Дніпро, 1991. — 880 с. : портр. — (Серія «Шкільна бібліотека»).
- Дікенс Ч. Пригоди Олівера Твіста [Текст]: роман: для середнього і старшого шкільного віку / перекл. з англ. В. Черняхівської; передм. Н. Жлуктенко; мал. Д. Крукшенка. — 2-ге вид. — К. : Веселка, 1993. — 428 с. : іл. — (Серія «Шкільна бібліотека»).
- Дікенс Ч. Великі сподівання [Текст]: роман / Чарлз Дікенс; перекл. з англ. Р. Доценко; іл. Л. Чайка; передм. та прим. Н. Білик. — Х. : Фоліо, 2003. — 475с. : іл., портр. — (Бібліотека світової літератури).
- Дікенс Ч. Різдвяна пісня у прозі. Святочна повість з привидами [Текст] / Чарльз Дікенс; пер. С. Куликівни. — Л. : Червона Калина, 2007. — 140 с. — (Серія «Світ шкільної читанки». Кн. 20).
- Дікенс Ч. Різдвяні повісті [Текст] / Чарлз Дікенс; перекл. з анг. О. Мокровольський. — Тернопіль: Навчальна книга — Богдан ; К. : Веселка, 2007. — 464 с. — (Бібліотека світової літератури для дітей у 100 томах «Світовид»).
- Чарлз Дікенс. Різдвяна ялинка: есе. Переклад з англійської: Н. Кошмаренко. Київ: журнал «Всесвіт», № 1, 1999. 64 стор.
  - (передрук) Дікенс Ч. Різдвяна ялинка [Текст]: уривки / Чарлз Дікенс; перекл. з англ. Н. Кошмаренко / Улюблені зимові свята. — К. : Школа, 2008. — С. 199—124.
- Франко І. Я. Додаткові томи до Зібрання творів у п'ятдесяти томах [ / І. Я. Франко; редкол. М. Г. Жулинський (голова) [та ін.]. — Київ: Наукова думка, 2008. — Т. 51: Прозові переклади, 1876—1912 / ред. Є. К. Нахлік. — 992 с.
- Чарльз Дікенз. Цвіркун у запічку. Святочна казка / Перекл. Остап Грицай. — Відень : Чайка, б.д. — 122 с.
- Дікенс Ч. Цвіркун на запічку. Казка про сімейне щастя в II частинах [Електронний ресурс] / Ч. Дікенс; перекл. Іздрика // Чернігівський молодіжний театр. — Режим доступу http://www.mtch.com.ua/ukr/books/cricket.htm.
- Дікенс Ч. Пригоди Олівера Твіста [Електронний ресурс]: аудіокнига / Чарлз Дікенс. —К. : Книга вголос ; МА «Наш Формат», 2006. — 2 електрон. опт. диски (CD-ROM). — 21 год 30 хв.
- Дікенс Ч. Різдвяна ялинка / Чарлз Дікенс; переклад з англ. О. Мокровольський; худ. — Х. : Махаон-Україна, 2011. — 208 с.
- Дікенс Ч. Різдвяна історія / Чарльз Дікенс; пер. І. Андрусяк; худ. Р. Попський. — Л. : Видавництво Старого Лева, 2011. — 160 с. — (Серія «Вічні історії»).
- Дікенс Ч. Девід Копперфілд / пер. з англійської Юрія Корецького, за ред. Христини Радченко. — Київ: КНИГОЛАВ, 2018. — 624 ст. — (Серія «Золота полиця»)